# リフュジーズ・オブ・ザ・ハート
『リフュジーズ・オブ・ザ・ハート』（Refugees of the Heart）は、イギリスのロック・ミュージシャン、スティーヴ・ウィンウッドが1990年に発表した、ソロ名義では6作目のスタジオ・アルバム。

## 背景
前作『ロール・ウィズ・イット』（1988年）に引き続き、トラフィック時代の盟友ジム・キャパルディがゲスト参加した。シングル曲「ワン・アンド・オンリー・マン」はキャパルディとの共作で、ウィンウッドによれば「アルバムがほぼ完成した段階になって、何かが足りないと感じた。アルバムのバランスを良くするために、よりアップ・テンポの曲を作ろうと思った」ことから、1日で書き上げたという。なお、ウィンウッドとキャパルディは、1994年にトラフィックを再結成した。
ウィル・ジェニングスと共作した「イン・ザ・ライト・オブ・ディ」は、ネルソン・マンデラ釈放のニュースにインスパイアされた曲である。

## 反響・評価
全英アルバムチャートでは3週トップ100入りしたが、最高26位にとどまり、ウィンウッドのスタジオ・アルバムとしては初めて、全英トップ20入りを逃す結果となった。アメリカでは、1990年12月8日付のBillboard 200で27位を記録し、自身7作目（ベスト・アルバムも含む）の全米トップ40アルバムとなった。
William Ruhlmannはオールミュージックにおいて5点満点中2.5点を付け、ウィンウッドのソロ・キャリアにおいて『スティーヴ・ウィンウッド』（1977年）、『トーキング・バック・トゥ・ザ・ナイト』（1982年）に続く3度目の失敗作と位置付けている。また、デヴィッド・ブラウンは1990年11月23日付の『エンターテインメント・ウィークリー』誌のレビューでCマイナスを付け「前作『ロール・ウィズ・イット』と同様、退屈な白人のR&B」と評している。

## 収録曲
特記なき楽曲はスティーヴ・ウィンウッドとウィル・ジェニングスの共作。
1. ユール・キープ・オブ・サーチング - "You'll Keep On Searching" – 6:21
2. エヴリディ（オー・ロード） - "Every Day (Oh Lord)" – 5:50
3. ワン・アンド・オンリー・マン - "One and Only Man" (Steve Winwood, Jim Capaldi) – 5:03
4. アイ・ウィル・ビィ・ヒア - "I Will Be Here" – 5:59
5. アナザー・ディール・ゴウズ・ダウン - "Another Deal Goes Down" – 4:58
6. ランニング・オン - "Running On" – 4:20
7. カム・アウト・アンド・ダンス - "Come Out and Dance" – 5:35
8. イン・ザ・ライト・オブ・ディ - "In the Light of Day" – 9:44

## 参加ミュージシャン
- スティーヴ・ウィンウッド - ボーカル、キーボード、ハモンドオルガン、モーグ・シンセサイザー、キーボード・ベース、ギター、パーカッション、ヴィブラフォン・ソロ、プログラミング
- アンソニー・クロフォード - ギター(on #1)
- ラリー・バイロム - ギター(on #2, #4, #6, #7)、スライドギター(on #5)
- マイク・ロウラー - アディショナル・キーボード(on #1, #4)
- マイケル・ローズ - ベース・ギター(on #1. #2, #4, #5, #6, #7)
- ラス・カンケル - ドラムス(on #1, #4, #5)
- ジム・キャパルディ（英語版） - ドラムス(on #2, #3, #7)、パーカッション(on #3)
- エディ・ベイヤーズ - ドラムス(on #6)
- バシリ・ジョンソン - パーカッション(#3を除く全曲)
- ランドール・ブラムブレット - サクソフォーン(on #1, #7, #8)
- ジム・ホーン - サクソフォーン(on #4, #7)
- ハーヴェイ・トンプソン - アディショナル・サクソフォーン(on #7)
- マイケル・ヘインズ - トランペット(#7)